# Juan Valera
Juan Valera y Alcalá-Galiano (Cabra, 18 de octubre de 1824-Madrid, 18 de abril de 1905) fue un escritor, diplomático y político español, cuya más célebre novela es Pepita Jiménez.

## Biografía
Nació el 18 de octubre de 1824 en el actual conservatorio Isaac Albéniz de la localidad cordobesa de Cabra, siendo bautizado en la iglesia de la Asunción y Ángeles, como hijo de José Valera y Viaña, oficial de la Marina ya retirado, y de Dolores Alcalá-Galiano y Pareja, marquesa de la Paniega. Tuvo dos hermanas, Sofía (1828-1890), duquesa de Malakoff , y Ramona (1830-1869), marquesa de Caicedo, además de un hermano, José Freuller y Alcalá-Galiano, habido en un primer matrimonio de la marquesa de la Paniega con Santiago Freuller, general suizo al servicio de España.
Su padre había navegado de joven por Oriente y permaneció bastante tiempo afincado en Calcuta; era maestrante de Ronda y de inclinaciones liberales, por lo cual la reacción absolutista lo depuró y se vio forzado a "hacer el Cincinato", como diría su hijo, cultivando las tierras de su mujer; en Cabra vivió su hijo Juan hasta los nueve años. Pero al fallecer Fernando VII en 1833, el nuevo gobierno liberal rehabilitó al padre y lo nombró comandante de armas de Cabra y poco después gobernador de Córdoba. Se mudó allí con su familia y más tarde a Madrid. Finalmente marcharon a Málaga, donde el padre se incorporó otra vez a la Marina.
La madre se opuso a que siguiera la carrera de las armas como el padre, así que Juan estudió Lengua y Filosofía en el seminario de Málaga entre 1837 y 1840 y en el colegio Sacromonte de Granada en 1841. Luego inició estudios de Filosofía y Derecho en la Universidad de Granada, donde se licenció en 1846; por entonces ya había empezado a aprender lenguas modernas, publicaba versos en La Alhambra de Granada y El Guadalhorce de Málaga y leía ávidamente tanto la literatura de la Ilustración como la del Romanticismo:

A los doce o trece años había leído a Voltaire y presumía de sprit fort, si bien me asustaba cuando estaba a oscuras y temía que me cogiese el diablo. El romanticismo, las leyendas de Zorrilla y todos los asombros, espectros, brujas y aparecidos de Shakespeare, Hoffmann y Scott reñían en mi alma una ruda pelea con el volterianismo, los estudios clásicos y la afición a los héroes gentiles.

Publica en 1844 sus poemas, pero solo se venden tres ejemplares. Sin embargo, las lecturas de poesía romántica, y en particular de su admirado José de Espronceda, a quien llegó a conocer en persona, fueron desapareciendo sustituidas por las de los clásicos latinos: Catulo, Propercio, Horacio... Hacia 1847 empezó a ejercer la carrera diplomática en Nápoles junto al embajador Ángel de Saavedra, duque de Rivas, poeta y pintor del Romanticismo y además un refinado galantuomo del cual muchas bellas decían quanto é simpaticone questo duca. Él le enseñó muchas cosas que no estaban precisadas en los libros durante los dos años y once meses que allí estuvo. Profundizó, por otra parte, sus conocimientos de griego antiguo y aprendió además el moderno entablando una amistad profunda con Lucía Palladi, marquesa de Bedmar, "La Dama Griega" o "La Muerta", como gustaba de llamarla, a quien quiso mucho y que le marcó enormemente. Vuelto a Madrid, frecuentó las tertulias y los círculos diplomáticos a fin de conseguir lo que en la lengua de la época se llamaba "un buen turrón" o cargo del Estado. A fines de 1849 conoció al arabista Serafín Estébanez Calderón, famoso por sus cuadros de costumbres andaluzas, que influyó decisivamente en su escritura y fue uno de los principales corresponsales de su nutrido epistolario. Por entonces (1850) llegó casi a casarse con la tercera de los nueve hijos del duque de Rivas, Malvina de Saavedra (1828-1868), una de sus muchas novias, y fracasa en su intento de ser diputado. En aquella época estrechó su amistad con su tío, el político y crítico liberal moderado Antonio Alcalá Galiano, al cual pedirá un prólogo para una segunda edición de sus poesías aparecida en 1859 y, en 1886, para la de Canciones, romances y poemas.
Después, distintos destinos lo llevaron a viajar en calidad de diplomático por buena parte de Europa y América: Lisboa (donde adquirió un gran amor por la cultura portuguesa y por el iberismo político) y Río de Janeiro (de donde tomó apuntes para su novela Genio y figura). Vuelto a España, empezó a escribir y publicar ensayos en 1853 en la Revista Española de Ambos Mundos; en 1854 vuelve a fracasar en su intento de ser diputado. De nuevo estuvo en las embajadas en Alemania de Fráncfort y Dresde (ya con el cargo de secretario de embajada); y leyó no poca poesía alemana, en especial el Fausto de Goethe; su dominio del alemán le permitirá además traducir en tres volúmenes la Poesía y arte de los árabes en España y Sicilia de Adolf Friedrich von Schack. 
Marchó con el duque de Osuna a San Petersburgo, donde estuvo seis meses en 1857; Manuel Azaña estudió este pintoresco viaje en uno de sus libros más famosos. Por entonces (1857) polemiza con Emilio Castelar en las páginas de La Discusión, escribiendo luego su ensayo De la doctrina del progreso con relación a la doctrina cristiana. Sin embargo, tras ser elegido al fin diputado por Archidona en 1858, de lo que se enteró en París mientras asistía a la boda de su querida hermana Sofía con un afamado militar, Aimable Pélissier, recién nombrado primer duque de Malakoff, abandonó durante unos años sus tareas diplomáticas para consagrarse a los trabajos literarios en las numerosas revistas de las que fue redactor, colaborador o director: el Semanario Pintoresco Español, La Discusión, El Museo Universal y La América. Y fundó, junto con Caldeira y Sinibaldo de Mas, la Revista Peninsular. Retomó más tarde su carrera diplomática en las embajadas de Washington, Bruselas y Viena, donde al borde ya de sus setenta años todavía seguía rondando "de una manera lícita, estética y platónica" a la actriz Stella von Hohenfels. De todos estos viajes dejó constancia en un jugoso y entretenido epistolario, inmediatamente publicado sin su conocimiento en España, lo que le molestó bastante, pues no ahorraba datos sobre sus múltiples aventuras amorosas, entre las que destacó su enamoramiento de la actriz Magdalena Brohan.

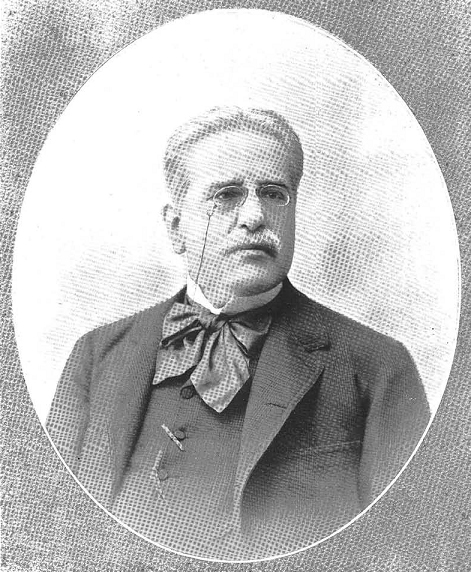
Retrato de Juan Valera en La Ilustración Española y Americana.

El 5 de diciembre de 1867 se casó en París con Dolores Delavat, dos décadas más joven que él y natural de Río de Janeiro, con quien tendría tres hijos: Carlos Valera, Luis Valera y Carmen Valera, nacidos en 1869, 1870 y 1872, respectivamente. Al estallar la Revolución de 1868 se convierte en un interesante cronista de los hechos y redacta los artículos «De la revolución y la libertad religiosa» y «Sobre el concepto que hoy se forma de España». Traduce del alemán y publica la Poesía y arte de los árabes en España y Sicilia de Schack en tres volúmenes. Es elegido senador por Córdoba en 1872 y en ese mismo año le dan y pierde el cargo de director general de Instrucción pública; en 1874 da a conocer su obra más célebre, Pepita Jiménez y en el siguiente conoció a Marcelino Menéndez Pelayo, con quien entabla una gran amistad e inicia un interesante epistolario. En 1895 queda casi ciego, se jubila y vuelve a Madrid desde el consulado de Dresde; pero dicta a un amanuense sus escritos y se hace leer en voz alta; inicia su segundo periodo narrativo con Juanita la Larga (1895), culminado en 1899 con Morsamor. Frecuenta diversas tertulias y tiene una propia en su casa, a la que acuden destacados intelectuales. En 1904 es elegido miembro de la Academia de Ciencias Morales y Políticas. 
Falleció en Madrid el 18 de abril de 1905 y fue enterrado en la sacramental de San Justo. Sin embargo, sus restos fueron exhumados en abril de 1975 y trasladados al cementerio de Cabra, su ciudad natal, en el septuagésimo aniversario de su muerte.

## Trayectoria política
En 1858 se retiró provisionalmente del cuerpo diplomático y decidió establecerse en Madrid, donde inició una carrera política; con la ayuda de su hermano José Freuller, político curtido y, tras dos fracasos anteriores, logra ser diputado por Archidona y luego oficial de la Secretaría del Despacho Estado, subsecretario y efímero director general de Instrucción Pública con Amadeo de Saboya. En 1860 explicó en el Ateneo de Madrid la Historia crítica de nuestra poesía con un éxito inmenso. Le eligieron miembro de la Real Academia Española en 1861 y, ya en su vejez, de la Academia de Ciencias Morales y Políticas.

## Vida literaria
Valera, que como escritor cultivó principalmente la narración, la epistolografía y el ensayo, colaboró en diversas revistas desde que como estudiante lo hiciera en La Alhambra, aunque al principio siempre fue pane lucrando, por lo que él llamaba la "sindineritis crónica" de su familia. Fue director de una serie de periódicos y revistas, fundó El Cócora y escribió en El Contemporáneo, Revista Española de Ambos Mundos, Revista Peninsular, El Estado, La América, El Mundo Pintoresco, La Malva, La Esperanza, El Pensamiento Español y otras muchas revistas. Fue diputado a Cortes, secretario del Congreso y se dedicó al mismo tiempo a la literatura y a la crítica literaria. Aunque empezó a escribir en la época del último romanticismo, su desarrollo pleno se dio durante el realismo, pero no puede considerarse ni realista ni romántico a causa de su esteticismo idealizador. Nunca fue un hombre ni un escritor romántico, sino un epicúreo andaluz, culto e irónico, inclinado a la filosofía pero siempre hostil a definir un sistema propio.
El hispanista y literato Gerald Brenan asegura que fue el mejor crítico literario del siglo XIX después de Menéndez Pelayo; actuó siempre por encima y al margen de las modas literarias de su tiempo, rigiéndose por unos principios estéticos generales de sesgo idealista y poético, por lo cual nunca terminó de asimilar el costumbrismo de uno de sus principales amigos, el arabista Serafín Estébanez Calderón. Por ejemplo, escribió a su mujer desde Cabra:

Este es un país pobre, ruin, infecto, desgraciado, donde reina la pillería y la mala fe más insigne. Yo tengo bastante de poeta, aunque no te lo parezca, y me finjo otra Andalucía muy poética, cuando estoy lejos de aquí.

Sin duda hay que revisar el juicio que la crítica ha ofrecido de su poesía, que a menudo es mucho más inspirada que la de sus contemporáneos. En sus traducciones, por lo menos, llegó a conseguir formidables versiones de, por ejemplo, la Elegía a la pérdida de Sevilla y Córdoba de Abul-Becka, en sextillas de pie quebrado:

Cuanto sube hasta la cima, / desciende pronto abatido / al profundo; / ¡ay de aquel que en algo estima / el bien caduco y mentido / de este mundo! / En todo terreno ser / sólo permanece y dura / el mudar; / lo que hoy es dicha o placer / será mañana amargura / y pesar. / Es la vida transitoria / un caminar sin reposo / al olvido; / plazo breve a toda gloria / tiene el tiempo presuroso / concedido. / Hasta la fuerte coraza / que a los aceros se opone / poderosa, / al cabo se despedaza / o con la herrumbre se pone / ruginosa.

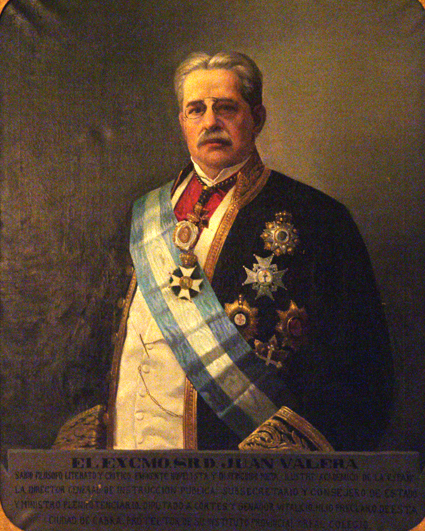
Cuadro de Juan Valera, donado por el escritor al Colegio de la Purísima Concepción de Cabra, hoy IES Aguilar y Eslava, junto a su biblioteca personal.

Fue uno de los españoles más cultos de su época, propietario de una portentosa memoria y con un gran conocimiento de los clásicos grecolatinos; además, hablaba, leía y escribía el francés, el italiano, el inglés y el alemán. Tuvo fama de epicúreo, elegante y de buen gusto en su vida y en sus obras, y fue un literato muy admirado como ameno estilista y por su talento para delinear la psicología de sus personajes, en especial los femeninos; cultivó el ensayo, la crítica literaria, el relato corto, la novela, la historia (el volumen VI de la Historia general de España de Modesto Lafuente y algunos artículos) y la poesía; le declararon su admiración escritores como José Martínez Ruiz, Eugenio D'Ors y los modernistas (una crítica suya presentó a los españoles la verdadera dimensión y méritos de la obra de Rubén Darío).
Ideológicamente, era un liberal moderado, tolerante y elegantemente escéptico en cuanto a lo religioso, lo que explicaría el enfoque de algunas de sus novelas, la más famosa de las cuales continúa siendo Pepita Jiménez (1874), publicada inicialmente por entregas en la Revista de España, traducida a diez lenguas en su época y que vendió más de 100 000 ejemplares; el gran compositor Isaac Albéniz hizo una ópera del mismo título.
En 1856 permaneció durante varios meses en Madrid, en espera de un empleo o legación, lo que aprovechó para intensificar sus colaboraciones literarias. Fundó, en colaboración con Carlos José Caldeira y Sinibaldo de Mas, la Revista Peninsular, un intento de revista bilingüe en portugués y castellano. La revista le dio cierto renombre como crítico literario y benefició sus relaciones sociales, acudiendo, con frecuencia, a cenáculos literarios. En 1868, Valera empezó a colaborar en la recién fundada Revista de España, de Madrid, en cuyas páginas figuraron periodistas y literatos de renombre. También publica el segundo tomo de Poesía y arte de los árabes en España.

## Diplomacia y viajes
Juan Valera amplió largamente su cultura mediante los viajes y un estudio constante. Inició su carrera diplomática en Nápoles como agregado sin sueldo en 1847. Tras pasar allí dos años y once meses, en los que trabajó a las órdenes del duque de Rivas y vio estallar la revolución de 1848 en Europa, Valera pasa en 1850 a la legación de Lisboa. Más tarde (1850) fue embajador en Lisboa, Río de Janeiro (1851), Dresde (1854), San Petersburgo (1856), Fráncfort (1865), otra vez Lisboa, esta vez como ministro (1881), Washington (1883), donde mantuvo una relación amorosa y epistolar con la joven y culta hija del secretario de Estado estadounidense Katherine Lee Bayard, que acabó suicidándose, Bruselas (1886) y Viena (1893).
En una de las cartas que envía desde Rusia a su amigo Leopoldo Augusto de Cueto relata de esta forma su visita al gabinete de historia natural de la Academia de Ciencias:

Allí vi al onagro, o asno selvático, y el djiggetai de la Mongolia, primer bosquejo que hizo la naturaleza, antes de producir el caballo. Allí el bisonte de Lithuania, el auroch del Cáucaso, el argalí y otra infinidad de cabras, y linces, y osos, y rengíferos, y ciervos, y dantas. De los animales que principalmente se crían en Siberia, y que dan las hermosísimas pieles con que se cubren y abrigan las damas y elegantes caballeros, vi allí los más preciosos; la marta cibelina, el armiño y el zorro negro.

En 1895 se había vuelto prácticamente ciego, así que solicitó la jubilación por motivos de salud, que le fue concedida por un Real Decreto del 5 de marzo de 1896. Abandonó Viena, pues, bastante achacoso ya y se estableció en Madrid, aunque todavía tuvo tiempo para conocer en Zarauz al hispanista francés Ernest Mérimée, sobrino del autor de Carmen, en agosto de 1897, y animarle a escribir una historia de la literatura española. Desde entonces se hacía leer en voz alta en español, francés, alemán y griego y dictaba sus escritos a su secretario Pedro de la Gala Montes, al que llamaba familiarmente Perikito; por ejemplo, le dictó la mayor parte de su última novela Morsamor mientras se afeitaba a tientas, como recordó el conde de las Navas. Mantuvo además una famosa tertulia nocturna los sábados en su casa de la Cuesta de Santo Domingo de Madrid, a la que acudían entre otros Marcelino Menéndez Pelayo, Luis Vidart Schuch, Narciso Campillo, Emilio Pérez Ferrari, el mencionado conde de las Navas, los Vázquez de Parga, los hermanos Quintero, el editor Fernando Fe, Blanca de los Ríos y un joven Ramón Pérez de Ayala, veladas que llegaban algunas veces hasta las dos de la madrugada. También acudía su sobrino, el escultor Coullaut Valera, que sería el encargado de realizar el monumento que se le dedicó en el paseo de Recoletos de Madrid. Pero Valera frecuentaba también otras tertulias.

## Ideas, estilo y temas

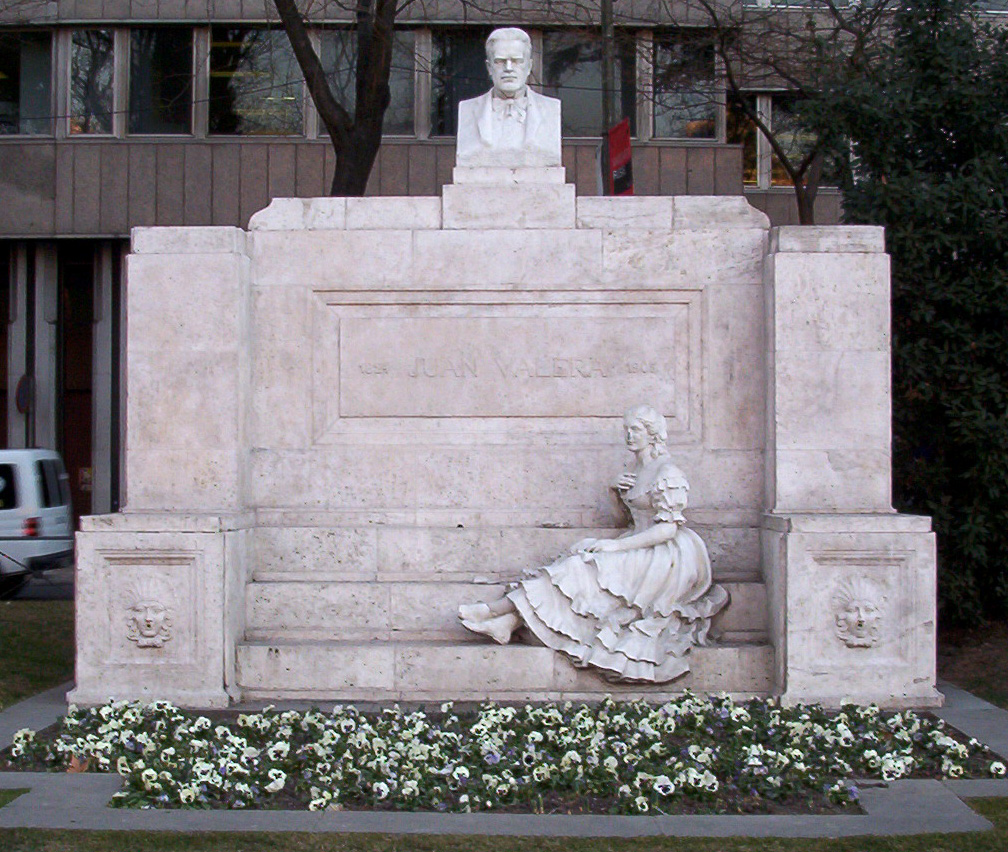
Monumento a Valera en Madrid, obra de su sobrino el escultor Lorenzo Coullaut Valera (1928).

Cultivó diferentes géneros. Como novelista, fueron dos sus ideas fundamentales:
- La novela debe reflejar la vida, pero de una manera idealizada y embellecida. Es realista porque rechaza los excesos de fantasía del romanticismo y su sentimentalismo y porque escoge ambientes precisos, pero a la vez procura eliminar los aspectos penosos y crudos de la realidad. Su diferencia con Benito Pérez Galdós es evidente, ya que este considera que la novela tiene que ser reflejo fiel de la realidad.
- La novela es arte, su fin es la creación de la belleza. De ahí que cuide tanto el estilo. Este se caracteriza por su corrección, precisión, sencillez y armonía; es el primer estilista de su generación, refinado y académico, ciertamente, pero provisto de una burlona ironía, de dejos volterianos, fruto de un esencial escepticismo ("yo me siento incapaz de ser dogmático en mis juicios filosóficos"); su realismo no exagera, sino que idealiza, y se fija especialmente en los aspectos más placenteros de la vida evitando todo mal gusto, las estridencias y las vulgaridades: desde luego, es todo lo opuesto al realismo naturalista. La función de la novela es deleitar, no instruir:

Mi idea al componer cuentos, narraciones o lo que sean, ya que no sean novelas, no es probar nada. Para probar tesis escribiría yo disertaciones... El principal objeto del autor ha de ser la pintura, la obra de arte, y no la enseñanza.

Se pueden reducir a dos los temas fundamentales de sus obras: los conflictos amorosos (en especial entre hombres maduros y mujeres jóvenes) y los religiosos. 
Valera comenzó muy tarde a escribir narrativa, pues empezó siendo poeta (de su primer libro, Ensayos poéticos -Granada, 1844- solo se vendieron tres ejemplares) y epistológrafo. A los cincuenta años publicó su primera obra narrativa, Pepita Jiménez (1874), una novela en dos partes, de las cuales la primera adopta precisamente la forma epistolar en primera persona (cartas del seminarista Luis de Vargas a su tío deán), y la segunda, una narrativa en tercera persona. Se refiere en la primera el progresivo enamoramiento del seminarista Luis de Vargas de la joven (veinte años) viuda andaluza prometida a su padre que da nombre a la obra. Tras grandes luchas espirituales, termina casándose felizmente con ella. El proceso psicológico de lucha entre el amor divino y el humano se describe sutilmente en la parte epistolar y los inauténticos propósitos ascéticos del protagonista se van al traste por medio de la compañía de la jovencita y el contacto con la naturaleza, mientras que en la parte narrativa final dominan más los toques costumbristas y la alegre sensualidad con que se describe el entorno andaluz, idealizado, como acostumbra. Es admirable asimismo el terso y esmerado estilo; en realidad, se trata de una novela de tesis en que se defiende la primacía de lo natural y lo vital sobre lo artificial y lo afectado.
El comendador Mendoza (1877) tiene como nudo un caso de conciencia parecido al de El escándalo de Pedro Antonio de Alarcón, pero en este caso se mantiene una falsedad para evitar males mayores. E, inversamente a la obra de Alarcón, el interés del autor se centra más que en el conflicto moral en la gracia de la narración y en la caracterización del simpático protagonista, una especie de enciclopedista liberal bastante parecido al propio Juan Valera, y que acaba casándose en su edad madura con una sobrina suya.
Doña Luz (1879) vuelve a plantear, como en Pepita Jiménez, la dicotomía entre el amor divino y el amor humano, pero esta vez el conflicto acaba trágicamente, ya que el anciano fraile P. Enrique muere al casarse la protagonista, de quien se había enamorado. 
Juanita la Larga (1896) insiste, a su vez, en el tema de los amores de un hombre entrado en años con una moza. Pero en esta ocasión Valera dio extensa entrada a la descripción costumbrista, aunque, como es habitual en él, el paisaje, los tipos y el ambiente andaluz, e incluso el lenguaje, se encuentran sometidos a una ligera estilización idealista, de suerte que los lugareños se expresan tan académicamente como el autor.
Morsamor (1899) es su última novela, escrita poco antes de morir y muy distinta a cuanto solía expresar: se trata de una novela histórica que es casi una novela de aventuras; además abandona la estética del realismo y da entrada al elemento fantástico: el protagonista, viejo y frustrado con su vida y refugiado en un convento, rejuvenece al tomar un elixir mágico y, con una nueva oportunidad, emprende un viaje de redención a Oriente, más en particular la India (que Valera conocía bien por haber residido su padre largo tiempo en este lugar), donde se vuelve a enamorar, y regresa tras diversas peripecias al convento nuevamente frustrado. El nombre del héroe es simbólico (mors es "muerte" en latín). En una carta a su amigo José María Carpio expresa su intención de escribir "una novela de caballerías a la moderna":
Tomando por lo serio algunos preceptos irónicos de don Leandro Fernández de Moratín en su Lección poética, he puesto en mi libro cuanto se ha presentado a mi mente de lo que he oído o leído en alabanza de una época muy distinta de la presente, cuando era España la primera nación de Europa (J. Valera, "Prólogo-dedicatoria" a Morsamor, 1899)
Sin embargo, se trata de una novela de caballerías marítima. Inspirándose en el Don Yllán del infante don Juan Manuel y en el Fausto de Goethe, realiza también Juan Valera con esta novela, que el crítico Eduardo Gómez de Baquero "Andrenio" llamó su Persiles, una especie de ironización del género de la novela histórica y hasta de la epopeya, más en concreto de Os Lusiadas de Camoens.

## Órdenes y empleos

### Órdenes

#### Reino de España
- Caballero gran cruz de la Orden de Carlos III.[30]
- 2 de septiembre de 1856: Comendador de la Orden Española y Americana de Isabel la Católica.[30]
- Grefier de la Orden del Toisón de Oro.[30]

#### Extranjeras
- Caballero de la Orden de San Jenaro. (Reino de las Dos Sicilias)
- 1849: Caballero de la Orden de San Fernando del Mérito.[31][30] (Reino de las Dos Sicilias)
- Caballero gran cruz en brillantes de la Orden de Pio IX. (Estados Pontificios)
- Caballero gran cruz de la Orden de Nuestra Señora de la Concepción de Villaviciosa.[30] (Reino de Portugal)
- Caballero de la Suprema Orden de Cristo.[30] (Reino de Portugal)
- Caballero gran cruz de la Orden de los Santos Mauricio y Lázaro.[30] (Reino de Italia)
- Caballero gran cruz de la Orden de la Corona de Italia.[30] (Reino de Italia)
- Caballero gran cruz de la Orden de San Esteban de Hungría. (Imperio Austriaco)
- Comendador de la Orden de Leopoldo.[30] (Reino de Bélgica).
- Caballero de segunda clase de la Orden de Santa Ana.[30] (Imperio Ruso)
- Comendador de la Orden imperial de la Rosa.[30] (Imperio del Brasil)
- Oficial de la Orden de la Legión de Honor.[30] (Francia)

### Empleos
- Embajador de Su Majestad Católica ante Su Majestad Imperial, Real y Apostólica el Emperador de Austria-Hungría.
- Embajador de Su Majestad Católica ante Su Majestad Fidelísima el Rey de Portugal.
- Embajador de Su Majestad Católica ante el Rey de Bélgica
- Embajador de Su Majestad Católica ante los Estados Unidos
- Licenciado en jurisprudencia.
- Académico de número de la Real Academia española.
- Académico de número de la Real Academia de Ciencias morales y políticas
- Académico correspondiente de la Academia de Ciencias de Lisboa.

## Obras

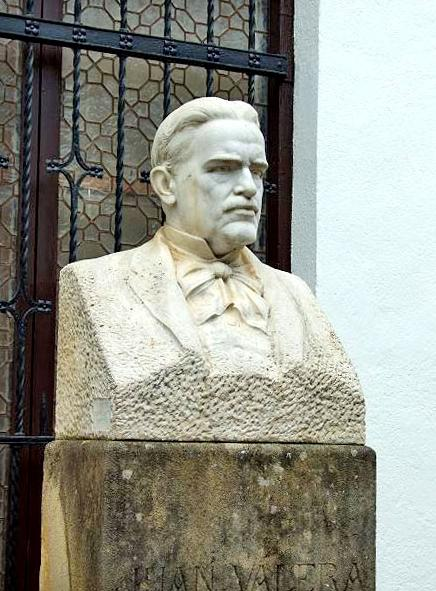
Busto de Juan Valera en el Museo de Bellas Artes de Córdoba.

Cultivó todos los géneros literarios: epistolar, periodístico, crítica literaria, poesía, teatro, cuento y novela.
- Obras completas, Madrid, Imprenta Librería Alemana [Carmen Valera y Sánchez Ocaña], 1905-1935, 53 vols., 8.º pequeño.
  - "Discursos académicos", vols. I y II
  - "Novelas", vols. III a XIII
  - "Cuentos", XIV y XV
  - "Teatro", XVI
  - "Poesía", XVII y XVIII
  - "Crítica literaria" XIX a XXIII
  - "Filosofía y Religión", XXXIV a XXXVI
  - "Historia y Política", XXXVII al XL
  - "Cartas Americanas", XLI a XLIV
  - "Miscelánea", XLV, XLVI y XLIX
  - "Correspondencia", XLVIII y XLVIII
  - "Discursos políticos", L
  - "Traducciones (Poesía y Arte de los árabes)", LI a LIII.
- Obras escogidas, Madrid, Biblioteca Nueva, 1925-1929, 15 vols., 8.º.
- Obras completas, estudio preliminar de Luis Araujo Costa, Madrid: Aguilar, 1934-1942, 2 vols., 8.º; 2.ª ed., 1942-1949, 3 vols.; 3.ª, 1958.
- Obras desconocidas de Juan Valera. Ed. de Cyrus C. DeCoster, Madrid, Castalia, 1965.
- Artículos de «El Contemporáneo». Ed. de Cyrus C. DeCoster, Madrid, Castalia, 1966.
- Obras completas, Madrid: Biblioteca Castro / Turner, ed. de Margarita Almena, (1995-) nueve vols., de los que se han publicado tres:
  - I: Cuentos. Cuentos y chascarrillos andaluces. Narraciones inacabadas. Traducciones. Teatro. Artículos de costumbres (1995).
  - II: Mariquita y Antonio. Pepita Jiménez. Las ilusiones del doctor Faustino. El Comendador Mendoza. Pasarse de listo. (2001)
  - III: Doña Luz. Juanita la Larga. Genio y figura. Morsamor. (2003)

### Novela

#### Primera etapa
- Pepita Jiménez (1874, la más perfecta). En ella consigue el ideal que siempre persiguió su autor, el arte por el arte. Escribió esta novela a los 50 años de edad y fue convertida en ópera con música de Isaac Albéniz.
- Las ilusiones del doctor Faustino, en Revista de España (28 de octubre de 1874-13 de junio de 1875) y Madrid, Noguera, 1875. Hay ediciones modernas de Cyrus C. DeCoster (Madrid, Castalia, 1970) y José-Carlos Mainer (Madrid, Alianza Editorial, 1991).
- El comendador Mendoza, en El Campo (1 de diciembre de 1876-1 de mayo de 1877) y con ...La cordobesa. Un poco de crematística (Madrid, Imprenta de Aribau y Compañía, Administración de la Ilustración Española y Americana, 1877).
- Pasarse de listo, en El Campo (16 de agosto de 1877-1 de mayo de 1878); hay una en tapa dura sin año (¿1878?) y otra también exenta, quizá la primera (Madrid, Biblioteca Perojo, 1879).
- Doña Luz en Revista Contemporánea (15 de noviembre de 1878-30 de marzo de 1879), y Madrid, Biblioteca Perojo, 1879. Hay ediciones modernas de Benito Varela Jácome (Madrid, Íter, 1970); M. Sanz Agüero (Madrid, Ediciones Busma, 1982) y Enrique Rubio Cremades (Madrid, Espasa-Calpe, 1990).
- Cartas de un pretendiente (1850), Mariquita y Antonio (1861) (inacabadas)

#### Segunda etapa
- Juanita la Larga en El Imparcial (octubre-diciembre de 1895), y Madrid: Fernando Fe, 1896. Hay ediciones modernas de Enrique Rubio Cremades (Madrid, Castalia, 1985); Jaime Vidal Alcover (Barcelona, Planeta, 1988) y José Ibáñez Campos (Barcelona, Edicomunicación, 1994).
- Genio y figura (Madrid: Fe, 1897). Hay edición moderna de Cyrus C. DeCoster, Madrid, Cátedra, 1978.
- Morsamor. Peregrinaciones heroicas y lances de amor y fortuna de Miguel de Zuheros y Tiburcio de Simahonda (Madrid: Fernando Fe, 1899). Hay ediciones modernas de Juan Bautista Avalle-Arce, Barcelona: Lábor S. A., 1970 y Leonardo Romero Tobar (Barcelona, Plaza-Janés, 1984).
- Elisa, "la Malagueña" (1895), Don Lorenzo Tostado, Currito el optimista, La joya, Anastasia (inacabadas).

### Cuento
- El pájaro verde
- La buena fama
- La muñequita
- Cuentos y chascarrillos andaluces, 1896
- Cuentos y diálogos
- Novelas y fragmentos, 1907.
- Cuentos, 1908.
- El bermejino prehistórico
- Garuda o la cigüeña blanca
- El espejo de Matsuyama

### Teatro
- Asclepigenia, 1878, diálogo.
- Gopa
- La venganza de Atahualpa
- Lo mejor del tesoro
- Estragos de amor y de celos

### Artículos y ensayos
- De la naturaleza y carácter de la novela, 1860
- Estudios críticos sobre literatura, política y costumbres de nuestros días, 1864.
- Sobre el concepto que hoy se forma de España (1868, publicada en la Revista de España).
- Disertaciones y juicios literarios, Madrid, 1878.
- Estudios críticos sobre filosofía y religión, 1883 a 1889.
- Apuntes sobre el nuevo arte de escribir novelas, 1887, donde polemiza con Emilia Pardo Bazán sobre el naturalismo.
- Nuevos estudios críticos, Madrid, 1888.
- Cartas americanas, 1889
- Nuevas cartas americanas, 1890.
- Ventura de la Vega, 1891.
- Del Romanticismo en España y de Espronceda
- De lo castizo de nuestra cultura en el siglo XVIII y en el presente
- Del chiste y la amenidad del estilo
- La poesía lírica y épica en la España del siglo XIX
- La poesía popular como ejemplo del punto en que deberían coincidir la idea vulgar y la idea académica sobre la lengua castellana
- La libertad en el arte
- Del influjo de la Inquisición y del fanatismo religioso en la decadencia de la literatura española
- Del misticismo en la poesía española
- La novela en España
- Sobre el Quijote y sobre las diferentes maneras de comentarle y juzgarle (1861).
- Consideraciones sobre el Quijote
- De la doctrina del progreso
- La enseñanza de la Filosofía en las Universidades
- El racionalismo armónico (sobre el krausismo)
- De la filosofía española
- Psicología del amor
- Metafísica a la ligera
- La metafísica y la poesía
- Sobre los varios modos de entender la Historia
- De la revolución en Italia, España y Portugal
- La revolución y la libertad religiosa en España
- Notas diplomáticas
- Crítica literaria, 14 vols.
- Cartas desde Rusia

### Poesías
Al principio, en 1840, cultivó un cierto Romanticismo, pero pronto se decantó por la inspiración clásica y los temas antiguos.
- Ensayos poéticos, 1844.
- Canciones, romances y poemas, 1886.

### Traducciones
Compone un amplio número de traducciones de poesía de otras lenguas, destacando con ello no solamente su vocación poética sino también su manejo de diferentes idiomas. Su labor como traductor fue una constante que le acompañó a lo largo de su trayectoria literaria según ha estudiado Juan de Dios Torralbo Caballero.
- Dafnis y Cloe de Longo, 1880.
- Traducciones de poemas de lord Byron, Thomas Moore, Goethe, Heinrich Heine, Ludwig Uhland, Emanuel Geibel, Abul-Becka (desde el alemán), James Russell Lowell, William Wetmore Story, John Greenleaf Whittier, Juan Fastenrath, Victor Hugo y Almeida Garret, entre otros.
- Poesía y arte de los árabes en España y Sicilia, de Adolf Friedrich von Schack. Sevilla: F. Álvarez, 1881, 3 vols.

### Epistolario
Reunido modernamente tras varios intentos parciales, incluye las cartas que escribió a Leopoldo Augusto de Cueto, Marcelino Menéndez y Pelayo, Miguel de los Santos Álvarez y muchos otros, abarcando un total de 3.803 cartas editadas en ocho tomos dirigidos por Leonardo Romero Tobar en la editorial Castalia entre 1992 y 2010, aunque todavía siguen apareciendo colecciones.